# César Vega
César Vega, vollständiger Name César Javier Vega Perrone, (* 2. September 1959 in Montevideo) ist ein ehemaliger uruguayischer Fußballspieler und -trainer.

## Herkunft und Werdegang
Vega wurde als Sohn des Leonel Olinto Vega Fernández und der Antonia Evangelina Perrone de Vega geboren. Seine Großeltern mütterlicherseits waren italienische Einwanderer. Vega hat einen zwei Jahre älteren Bruder namens Leonel, der in den USA als Sportjournalist bei ESPN Radio arbeitet und ebenfalls als Fußballer aktiv war. Unter anderem spielte sein Bruder in der Reservemannschaft Peñarols. Vega absolvierte seine Schulausbildung bis zum elften Lebensjahr auf dem Colegio Santa Teresita und besuchte anschließend vier Jahre lang das Liceo. Bis zum 17. Lebensjahr folgten sodann zwei weitere Jahre des Schulbesuchs, der sogenannten preparatoria. In seiner Kindheit spielte er zudem Fußball für die Mannschaft von Galeano und die Jugendmannschaft von Danubio.

## Spielerlaufbahn

### Verein
Der 1,84 Meter große Abwehrspieler Vega, der selbst angibt, dass er in Uruguay unter dem Namen Javier Vega Perrone bekannt sei, während in Mexiko lediglich die Bezeichnung unter seinem Vornamen üblich wäre, begann seine Laufbahn in der Reservemannschaft Danubios am 3. Januar 1974. Sein Debüt im Profifußball feierte er im August 1979 im Estadio Centenario mit einem Einsatz gegen die Mannschaft Peñarols. Nach eigenen Angaben beurteilten ihn die Journalisten an jenem Tag als besten Spieler auf dem Platz. Schließlich wurde er im weiteren Fortgang seiner Karriere zum Mannschaftskapitän ernannt. Explizit belegt ist seine Zugehörigkeit zum Kader Danubios in der Primera División in den Jahren 1984 bis 1987. Ein Wechsel zum mexikanischen Verein Atlante im Jahr 1987 kam trotz vorhergehender Einigung nicht zustande, was eine Sperre der FIFA zur Folge hatte. In den Jahren 1988 und 1989 absolvierte er insgesamt 38 Spiele (kein Tor) beim argentinischen Klub Deportivo Mandiyú. Weitere Vereine seiner Laufbahn waren Progreso, Central Español, Racing und Nacional Montevideo in Uruguay sowie Bolívar in Bolivien. Seine aktive Karriere beendete er am 31. Dezember 1993.

### Nationalmannschaft
Vega war auch Mitglied der A-Nationalmannschaft Uruguays, für die er zwischen dem 2. August 1984 und dem 23. April 1986 sieben Länderspiele absolvierte. Ein Länderspieltor erzielte er nicht. Vega nahm mit Uruguay an der Weltmeisterschaft 1986 teil. Dort kam er allerdings nicht zum Einsatz. Nach eigenen Angaben Vegas bestritt er 57 Partien für die Celeste und war auch Teil des Aufgebots bei der Copa América 1983.

## Trainertätigkeit
Nach seiner aktiven Karriere arbeitet Vega als Trainer. Als solcher war er ab dem 1. Januar 1994 zunächst bei Nacional in den unteren Ligen von der Séptima, Sexta, Cuarta bis zur Tercera beschäftigt. Anschließend hatte er eine Traineranstellung in Argentinien bei Godoy Cruz, wo er ebenfalls zunächst im Amateurbereich wirkte. Am 11. August 2001 ging er nach Mexiko, wo er achteinhalb Jahre als Co-Trainer der U-20 Mexikos arbeitete. Später führte er die Mannschaft von Indios de Ciudad Juárez.